# Guido von Starhemberg
Guido von Starhemberg gróf, teljes német nevén Guido Wald (Guidobald) Rüdiger Graf von Starhemberg magyarosan gróf Starhemberg Guidó (Graz, 1657. november 11. – Bécs, 1737. március 7.) osztrák főnemes, a Starhemberg család grófi ágának tagja, császári tábornagy, Ernst Rüdiger von Starhemberg tábornagy unokaöccse, a Német Lovagrend tagja.
Harcolt a törököktől ostromolt Bécs 1683-as védelmében, Buda 1684-es ostrománál és Buda 1686-os visszafoglalásánál. Magas parancsnoki beosztásban részt vett a Habsburg haderő balkáni hadjárataiban, vitézül harcolt a szalánkeméni és a zentai csatában. A spanyol örökösödési háborúban 1703-tól az itáliai osztrák hadsereg parancsnoka volt, majd Károly főherceg hadvezéreként Katalóniában harcolt.
A főherceg császárrá választása és hazatérése után Starhemberg 1711–1713 között Spanyolország (Habsburg) alkirálya, a katalóniai front parancsnoka volt. Az 1716–1718 közötti török háborúkban Savoyai Jenő tábornagyot helyettesítette az Udvari Haditanácsban, majd haláláig Szlavónia császári főkormányzója, a Német Lovagrend nagykomtúrja volt. Régi magyar nyelvű iratokban Starhemberg Guidó névformában is szerepel neve.
I. Ferenc József császár rendeletére 1863. február 28-án Guido von Starhemberget felvették Ausztria legnagyobb hadvezéreinek listájára. 1875-ben a bécsi Arsenalban, a Császári és Királyi Udvari Hadimúzeumban, a mai Hadtörténeti Múzeumban felállították életnagyságú márványszobrát.

## Élete

### Származása, családja
Felső-ausztriai eredetű, ősi nemesi családból származott. Őseit oklevelekkel igazolhatóan Adalbertig, Enns várgrófjáig († 1088) tudta visszavezetni. A Starhemberg család nevének első okleveles említése 1240-ből való, Bécs városában a legrégebbi nemesi családok közé tartoztak. Katonaként szolgálták Ausztria főhercegét és a császárt. 1529-ben, Bécs első török ostroma idején egy Hanns Starhemberg védelmezte Felső-Ausztriát Szulejmán portyázó hadaitól, egy másik Starhemberg, Erasmus (1493–1560) a székváros védőinek soraiban harcolt.
Guidobald von Starhemberg 1657-ben született, Grazban. Édesapja Bartholomäus von Starhemberg gróf (1625–1676) volt, (XV.) Gundackar von Starhemberg gróf (1594–1652) és Anna Sabina von Dietrichstein bárónő (1605–1645) legidősebb fia. Édesanyja Esther von Windischgrätz bárónő (Freiin von Windischgrätz, 1625–1697) volt, Siegfried Adam von Windisch-Graetz báró (1585–1648) és Christina von Schrott zu Kindberg bárónő († 1651) leánya. Guido hét gyermek sorában harmadikként született:
- (XVI.) Gundackar (1652–1702), a felső-ausztriai rendi gyűlés elnöke, aki Maria Anna von Rappachot vette feleségül.
- Sabina Christine (1655–1725), Georg Julio von Gilleis báró felesége.
- Guido(bald) (1657–1737), császári tábornagy, hadvezér.
- Heinrich Franz (1659–1715), császári főtiszt, harcolt Buda és Belgrád ostromában, Szalánkeménnél, több sebesülés után a katonai szolgálatot fel kellett adnia.
- Dorothea Renata (1660–?)
- Anna Franziska (1668–1714)
- Maximilian Adam Franz (1669–1741), császári tábornagy, harcolt a Rajnánál és a török ellen, majd a bécsi hadmérnöki akadémia parancsnok-igazgatója lett. Távoli unokanővérét, Guidobaldine von Starhemberget vette feleségül.

Guido von Starhemberg a kiterjedt Starhemberg família „ifjabbik”, úgynevezett Heinrich-ágához (Henricianische Linie) tartozott. Másodszülött fiúként vagyontalan volt, szülei egyházi pályára vagy állami tisztviselőnek szánták. Jezsuiták nevelték, Linzben retorikát tanult, de 1677-ben, húsz esztendősen otthagyta az iskolát, és egyszerű katonaként beállt a császári haderőbe, nagybátyjának, Ernst Rüdiger von Starhembergnek ezredébe. (Születése jogán rögtön tisztként kezdhette volna szolgálatát, de ezt visszautasította). A francia–holland háború során Lotaringiai Károly seregében harcolt a Rajnánál Créquy marsall csapatai ellen. Kitűnt a küzdelemben, megsebesült és előléptették hadnaggyá. A nijmegeni békekötés után az osztrák–magyar határvidéken harcolt a kuruc betörések, majd 1683-tól a török portyázók ellen.

### Bécs védője, Buda ostromlója (1683–1686)
1683-ban, Bécs második török ostroma idején Guido von Starhemberg századosként harcolt a védők sorában, nagybátyjának, Ernst Rüdiger von Starhemberg altábornagynak parancsnoksága alatt. A puskaporraktárak védelmét látta el. Hidegvérrel megszervezte a védelmet, elhárította a belövésekből eredő veszélyeket, visszaverte az ellenséges rajtaütéseket, oltotta a tüzeket, megelőzve a város lőporkészletének felrobbantását. Intézkedés közben szerezte első súlyos sebesülését.
Az ostrom után a tábornaggyá előléptetett Ernst Rüdiger von Starhemberg adjutánsaként Guido részt vett magyarországi hadjáratokban. Az 1684-es harcokban olyan súlyosan megsebesült, hogy hajón Bécsbe kellett szállítani. Nagybátyja, Ernst Rüdiger gróf aggódó leveleiben arról írt, hogy esetleg túl sem éli. Hosszú és nehéz gyógyulás után mégis lábra állt, már 1685-ben visszatért a szolgálatba a magyarországi hadszíntéren, bár még nem nyerte vissza teljes erejét.
1686-ban ismét a tőle megszokott hévvel vett részt Buda visszafoglalásában. Vitézségével kivívta elöljárói dicséretét. Vakmerő vállalkozásokban vett részt, harci kedvét sebesüléseinek sorozata sem lankasztotta. A város elleni egyik roham során török nyílvessző ütötte át a bal vállát (a nyíl vashegyét csak 20 év múlva, 1706-ban tudták eltávolítani a testéből). Egy janicsár puskagolyó megsebesítette a lábán. Lehajított kövektől szenvedett zúzódásokat. Buda sikeres bevétele után ezredessé léptették elő.

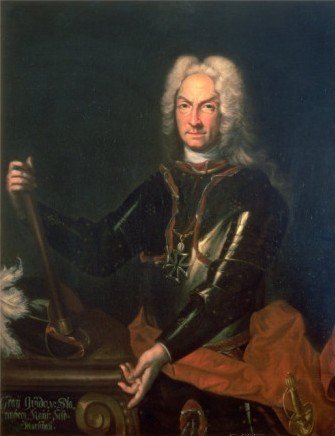
Guido von Starhemberg
(Godfrey (Gottfried) Kneller festménye)

### Dél-Magyarországon és Erdélyben (1687–1688)
Starhemberg ezredes részt vett az 1687. augusztus 12-i nagyharsányi csatában, ahol Badeni Lajos őrgróf fővezér csapatai fontos győzelmet arattak a török haderő fölött. Miután Lotaringiai Károly csapatai elfoglalták Erdélyt, és felszámolták az Erdélyi Fejedelemséget, Guido von Starhemberget Kolozsvár helyőrségparancsnokává nevezték ki.
Az 1688-as hadjárat kezdetén átadta a városparancsnokságot, és Badeni Lajos fővezér hadseregének egyik parancsnokaként, Miksa bajor választóval, Scherffenberg tábornokkal, Fürstenberg ezredessel és a fiatal Savoyai Jenő herceggel együtt Belgrád elfoglalására vonult. Számos ostromaknát fúrtak a falak alá. Az ostrom utolsó napjaiban, szeptember 4-én az egyik előretolt ostromsánc (retranchement) futóárkában tartózkodott, ahol a császári utászok éppen egy frissen kiásott és robbanószerrel feltöltött ostromakna visszatöltésén dolgoztak. A török vártüzérség egyik lövedéke telibe találta az aknát, a puskaporos hordók felrobbantak, megölve az ott tartózkodókat. A közeli futóárokban tartózkodó Starhemberget és kíséretét is betemette törmelék, a segítségére rohanó katonák már halottnak hitték, de végül sikerült élve kiásni őket. Belgrádot szeptember 6-án bevették, Miksa Emánuel Starhemberget nevezte ki a meghódított vár parancsnokává. Nagy lendülettel belekezdett az erőd védműveinek újjáépítéséhez. A boszniai hadjáratból visszaérkező Bádeni Lajos fővezér elismeréssel nyilatkozott a megszemlélt munkálatokról.

### A szerbiai hadjáratban (1689–1690)
A franciák 1688. szeptember 25-én betörtek Pfalzba, megkezdődött az augsburgi liga háborúja. 1689-ben I. Lipót császár birodalmi háborút hirdetett, nagy erőket vont el a balkáni frontról, a keleti haderő beszüntette a támadó hadműveleteket. A keresztények szerencséjére a szultáni haderő a kis-ázsiai felkelés miatt nem tudott teljes erővel fellépni, Thököly Imre viszont támadásokat hajtott végre a Duna mentén.
A Szerbia és Bulgária ellen induló Bádeni Lajos fővezér az új hadjáratban is igényelte Starhemberg részvételét. Szendrő elfoglalása után Bádeni Lajos 17 000 fős hadserege átkelt a Dunán, majd augusztus 29-én a grabováci ütközet után átkelt a Nagy-Morava folyón is, és Niš irányába vonult. 1689. augusztus 30-án, a batocsinai csatában Starhemberg ezredes néhány zászlóaljjal Redzseb pasa szeraszkir (hadseregparancsnok) sáncainak erőszakos felderítésére indult, majd az egyik sáncvonalat gyors támadással elfoglalta, és a saját főerő felzárkózásáig meg is tartotta. Piccolomini altábornagy és gróf Pálffy Miklós ezredes csapatai a Starhemberg által elfoglalt állásokra támaszkodva vereséget mértek Redzseb pasa csapataira.
1689. szeptember 24-én a niši csatában megütközött Redzseb pasa 40 000 főnyi, elsáncolt főerejével. A szpáhi lovasság támadását Guido von Starhemberg gyalogságának és Pálffy Miklós hajdúinak heves tüzelése állította meg, és kényszerítette menekülésre. A császáriak jelentős győzelmet arattak, elfoglalták a niši török tábort, nagy zsákmányt ejtettek. Jelentések szerint 10 000 török halott maradt a csatatéren, a szövetségesek 300 katonát veszítettek. Starhemberget vezérőrnaggyá (Generalfeldwachtmeister) léptették elő, és Niš helyőrségének parancsnokává nevezték ki. Ezt követően a hadsereg a Duna mentén Bulgáriába vonult. 1689. október 15-én rohammal bevették Vidin (Bodony) várát, a harcban Veterani tábornok súlyosan, Starhemberg és Trautmannsdorf tábornokok könnyebben megsebesültek. Piccolomini hadteste Üszkübig (Szkopje) nyomult, felégette a várost, majd a koszovói Prizrenbe vonult, de itt a tábornokot elvitte a pestis.
A hadjárat hódító szakasza ezzel le is zárult. Az új nagyvezír, Köprülü Musztafa 1689 novemberében ellentámadást indított, Thökölyt Erdély ellen küldte. A törökök még az év decemberben elfoglalták a koszovói Kaçanik (Kačanik) erődjét, Károly hannoveri herceg felmentő seregét 1690. január 2-án szétverték, maga a herceg is elesett. A tatárok bulgáriai támadása a keresztény szövetségeseket a Balkán-hegység mögé szorította vissza. A nagyvezír elfoglalta Pristinát és Mitrovicát. A császáriak feladták egész Koszovót és Nišig vonultak vissza. Mezzomorto pasa, oszmán flottaparancsnok Nikápolyból kiindulva augusztus 29-én, alig ötnapi ostrommal bevette Vidint, majd a Duna mentén sorra elfoglalta Kladovót, Orsovát, Galambócot és Ram erődjét.

### Niš elvesztése, Eszék védelme (1690)
A nagyvezír 80 000 emberrel 1690. augusztus 15-én megjelent Niš alatt. A várat Starhemberg vezérőrnagy védte, 4000 emberével. Utasítása szerint minél tovább ki kellett tartania, de a várőrség teljes feláldozása nélkül. A megadási felszólítás elutasítása után, 16-án megkezdődött az ostrom. Augusztus 19-én a császáriak kicsaptak az ostromlókra, mintegy 1000 főt megöltek. Az ostrom folytatódott, a védők 24 napig tartottak ki. Starhemberg üzenetet kapott, hogy felmentésre nem számíthat, mert a fő haderőt a veszélyeztetett Erdélybe vezényelték. Ekkor tárgyalásba bocsátkozott, és Belgrádig való szabad elvonulás fejében szeptember 8-án feladta a várat. 2800 életben maradt emberét a törökök – a megállapodást megszegve – lefegyverezték, a visszavonulókat a tatárok egészen Szendrőig folyamatosan zaklatták és kirabolták. Starhemberg végül Szendrőnél átszállította katonáit a Dunán, majd Pancsován keresztül Belgrádba vezette őket. A műveletért altábornaggyá léptették elő, kinevezték a Száva menti császári hadtest parancsnokává és Eszék városparancsnokává.
A nagyvezír serege Nišből ugyanezen az úton haladt. 1690. szeptember 24-én a törökök rohammal bevették a fontos Szendrő várát, és már október 1-jén 60 000 emberrel megjelentek Belgrád alatt. A várat mindössze 5000 császári katona védte, az alkalmatlan d’Aspremont altábornagy és a leváltására küldött Croÿ herceg parancsnoksága alatt. Október 8-án a belövések a vár lőporraktárait a levegőbe repítették, az őrség nagy része szörnyethalt, a két parancsnok alig 500 életben maradt katonával, a Dunán keresztül, hajókon elmenekült. Köprülü nagyvezír elfoglalta a várat, majd a boszniai pasát 10 000 emberrel Eszék ellen küldte. Guido von Starhemberg és a Belgrádból odamenekült Croÿ herceg elszántan védelmezték a várat, november 5-én kirohanást hajtottak végre, súlyos veszteségeket okozva az ostromlóknak. A törökök hamarosan felhagytak az ostrommal, és elvonultak Eszék alól.

### A szalánkeméni csata (1691)
1690–91 telét Starhemberg az eszéki vár erődítésére használta fel. 1691 júniusában új hadjárat indult. A brandenburgiak Barfus altábornagy parancsnoksága alatt Szekszárdnál, a császáriak Mohácsnál gyülekeztek, Starhemberg Eszéknél állt az elővéddel. Július 29-én Péterváradra értek, velük szemben Belgrádnál 30 000 főnyi török sereg állt, a nagyvezír a Zimonynál erődített táborban 100 000 katonát összpontosított, velük volt 300 francia tiszt is, akiket XIV. Lajos küldött a török hadvezetés támogatására. A császáriak Szalánkeménnél foglaltak állást, a Zimonyból kimozduló törökök bekerítették őket. Augusztus 19-én délután a két haderő megütközött. De Souches táborszernagy a janicsárok elleni első rohamban elesett. Starhemberg gyalogsága két elszánt támadást vezetett az elsáncolt ellenség ellen, egy nyíllövéstől ő maga is megsebesült, de mindkét támadása kudarccal végződött. A janicsárok minden támadást visszavertek. A reménytelennek tűnő helyzetben végül Bádeni Lajos személyesen vezette rohamra balszárnyának lovasságát, és sikerült elűznie a szpáhikat. A végsőkig ellenálló janicsárokat a keresztény gyalogság a sáncok között mészárolta le. Az évszázad egyik legvéresebb csatájában elesett maga Köprülü Musztafa nagyvezír és Ibrahim pasa, szeraszkir is. A császári oldalon de Souches táborszernagyon kívül elestek még Holstein és Aremberg herceg tábornokok, Zrínyi Ádám (Zrínyi Miklós egyetlen fia) és nagyszámú főtiszt.
Bádeni Lajos ezután Nagyvárad alá vonult. Október 16-án Barfus brandenburgi és Starhemberg császári gyalogsága elfoglalta a várost, de a vár falai alól visszavetették őket. Az ostromot télre felfüggesztették, Nagyváradot csak 1692 júniusában tudta elfoglalni a Thököly fogságából (Zrínyi Ilona ellenében) kiváltott Heissler lovassági tábornok.

### Közjáték a Rajnánál (1692–1693)
1692–93 telén Starhemberg altábornagyot a francia frontra, Koblenzbe küldték. Kinevezték a trieri érsekség erődítményeinek parancsnokává, amelyeket francia támadás fenyegetett. Orániai Vilmos sikeres hadműveletei nyomán, 1693-ra ez a veszély tűnni látszott, Starhemberget visszarendelték Magyarországra.

### Ismét a Balkánon (1693–1697)
Ő sem tudta azonban megfordítani a balkáni front kedvezőtlen eseményeit. Részt vett Belgrád 1693-as ostromában, Eugen von Croÿ herceg főparancsnok alatt. Augusztus 13-án, 17-én és 19-én a törökök nagy erőkkel kicsaptak az ostromra készülő császáriakra, Starhemberg és Heissler emberei csak nagy nehézségek árán, a tartalékok bevetésével és több száz katona elvesztése árán tudták visszavetni őket. A török felmentő sereg közeledésének hírére Croÿ herceg szeptember 7-én idő előtti rohamot rendelt el. Seybelsdorff altábornagy bajor és Starhemberg altábornagy császári katonái éjszakai támadásra indultak, de a védők visszaverték őket. A roham másnapi megismétléséről le kellett mondaniuk, mert a felmentő sereg már egynapi járóföldre ért. Croÿ herceg feladta az ostromot és szeptember 10-én visszavonulást rendelt el Pétervárad felé, nyomában az üldöző török–tatár haddal.
1695. március 10-én Ernst Rüdiger von Starhemberg tábornagy, az Udvari Haditanács elnöke unokaöccsét, Guido von Starhemberg altábornagyot, a Duna–Dráva–Száva-köz parancsnokát Pétervárad védelmének erősítésére utasította. Veterani tábornagynak Temesvárt kellett megostromolnia, de nem kapta meg a szükséges katonai erőt. Szász segélyhadak fejében a császár az alkalmatlan Frigyes Ágost szász választófejedelmet (Erős Ágostot) tette meg magyarországi főparancsnokká. Hadvezetési hibái miatt a törökök szeptember 7-én elfoglalták Lippát, szeptember 16-án Titelt. Frigyes Ágost a teljes gyalogságot Starhemberg parancsnoksága alá rendelve a Tisza felé indította, ő maga azonban a fősereggel nem csatlakozott a Lugosnál álló Veteranihoz, aki szeptember 21-én a lugosi csatában vereséget szenvedett, és maga is elesett. Szeptember végén Guido von Starhemberg elfoglalta Szabács várát.
Kudarcai ellenére 1696-ban is Frigyes Ágost maradt a főparancsnok. Starhemberget két császári ezreddel a visszafoglalt Titel védelmére rendelte. A fővezér a fősereggel Temesvár bevételére indult, de az ostromot csak augusztus 12-én kezdte el. Starhemberg augusztus 17-én jelentést küldött Titelből, hogy a császári dunai flottát a törökök megtámadták, és Titel ellen is támadás várható. Frigyes Ágost augusztus 19-én félbehagyta Temesvár ostromát, és a szultán elé vonult. Starhemberget és ezredeit is visszarendelte a fősereghez. A két hadsereg augusztus 26-án Hetény (Tamásfalva) mellett, a Temes és a Béga folyók között megütközött. Az eldöntetlenül végződő hetényi csatában mindkét fél súlyos veszteségeket szenvedett, és visszavonult kiindulási állásaiba.
1696 őszén Savoyai Jenő herceg visszatért az itáliai hadszíntérről. Ernst Rüdiger von Starhemberg tábornagynak (a Haditanács elnökének) javaslatára 1697-ben ő lett az új balkáni fővezér. Guido von Starhemberget táborszernaggyá léptették elő. Az 1697-es hadjáratban a péterváradi hadtestet vezette (9 gyalogezredben 94 század 14 100 fővel, 1 vértes ezred 12 százada 1068 fővel, és 2 dragonyos ezred 22 százada 2100 fővel, azaz összesen 14 100 gyalogos és 3168 lovas tartozott a keze alá). A szeptember 11-én zajló zentai csatában a császári balszárny parancsnokaként döntő része volt a törökre mért megsemmisítő vereség kivívásában. A csata után Starhemberg részt vett Savoyai Jenő sikeres boszniai hadjárataiban is. 1698-ban már csak kisebb csatákra került sor, októberben Savoyai Jenő a balkáni császári haderő zömét Zsablyánál erődített táborba telepítette, és Starhemberg táborszernagy parancsnoksága alá helyezte. 1699-ben megkötötték a karlócai békeszerződést, amely az Oszmán Birodalom magyarországi, erdélyi és szlavóniai hatalmának végét jelentette.

### Észak-Itáliában (1701–1706)
Starhemberg tagja lett a Német Lovagrendnek. 1700-ban kinevezték egész Szlavónia (a Duna–Dráva–Száva-köz) parancsnokának, laibachi állomáshellyel. Ezt a tisztségét 18 éven át megtartotta, bár közben hosszabb-rövidebb ideig külháborúkba is kellett vonulnia. 1701-ben kitört a spanyol örökösödési háború. A birodalmi hadak gyülekezését felügyelte Dél-Tirolban (az akkor még egységes Tirol déli részén). Velük szemben állt Nicolas de Catinat francia marsall, Ferdinando di Gonzaga, Mantova hercege és II. Viktor Amadé savoyai herceg, Savoyai Jenő rokona. Savoyai Jenő tábornagy hadseregében Starhemberg is átkelt az Lessini Alpok alig járható hegyvidékén. A franciák hátába kerülve július 9-én a carpi csatában megverte Catinat-t, majd szeptember 1-jén a chiari csatában az őt felváltó Villeroy marsallt is. Ostrom alá vették Mantovát, Cremona alatt 1702. január 31-én elfogták Villeroy-t. Helyét Vendôme hercege vette át. Visszaszorította Savoyai Jenőt, aki nem tudta elfoglalni Milánót. 1702. augusztus 15-én a luzzarai csatában a császáriak megállították a franciákat, de döntést nem tudtak elérni. A csatában a császáriak balszárnyát Starhemberg vezette.
1702–1703 telén Jenő herceg Bécsbe távozott, és Starhembergre ruházta a megtépázott itáliai haderő főparancsnokságát, aki az ostigliai Pó-híd körül védelemre állította fel csapatait. Elégtelen felszereléssel, szinte utánpótlás nélkül kellett feladatát megoldania, Bécsbe küldött igényeit nem teljesítették. Savoyai Jenőt a bécsi Haditanács elnökévé választották, de Starhemberg helyzete nem javult, mert Bécsnek a Rákóczi-felkeléssel is számolnia kellett. Starhemberg nem szállhatott szembe Vendôme herceg túlerőben lévő hadseregével, ezért csak arra szorítkozhatott, hogy meggátolja a franciák és a velük szövetséges bajorok egyesülését. Ezt sikeresen teljesítette.
1703 májusának végén az Ostiglia felé nyomuló Vendôme herceg és öccse, Philippe de Bourbon, a Máltai lovagrend nagypriorja megkísérelte bekeríteni Starhemberget, de ő átvágatta a Pó gátjait, megakasztva az ellenség főerejének haladását. Ezután szétverte a hátába küldött csapattestet, amelyet a nagyprior vezetett. Vendôme herceg Mantova és Casalmaggiore felé visszavonulásra kényszerült, Starhemberg Mirandolában, a Pó jobb oldali mellékfolyója, a Secchia mögött foglalt állást. Júniusban Vendôme megkísérelte Tirol elfoglalását, hogy egyesülhessen Bajor Miksa Emánuelnek, XIV. Lajos szövetségesének északról benyomuló haderejével. Öccsét Lombardiában hagyta, Starhemberg lekötésére. Közben Savoya hercege átállt a Habsburg császár oldalára, és fegyveres segítséget ígért Starhembergnek. A hírre Vendôme herceg visszatért, de nem merte megtámadni a Mirandolát megszállva tartó Starhemberget. Főerejével téli szállásra vonult Astiba, öccsét egy csapattesttel hátrahagyta, hogy Starhemberget sakkban tartsa. Starhemberg azonban ügyes hadmozdulattal megtévesztette Philippe de Bourbont, és seregének zömével 1703. december 25-én a Pó bal partján Piemont felé elvonult. Vendôme herceg későn észlelte a minden szabállyal ellentétes manővert, Starhemberg egérutat nyert, és 1704. január 13-án Piemontban egyesült Viktor Amadé herceg és Savoyai Jenő csapataival. Így sem tudták azonban megakadályozni, hogy a franciák elfoglaljanak több fontos piemonti erődítményt, így Vercellit, Susát és Ivreát. Amikor a keményen ellenálló Verrua is elesett, Starhemberg nyíltan megfogalmazta aggályát, hogy II. Viktor Amadé herceg szorult helyzetében visszatérhetett XIV. Lajos oldalára. Összekülönbözött a herceggel, ezért visszahívták Bécsbe. Helyére gróf Wirich von Daun tábornagyot helyezték.
Starhemberg 1705 decemberében érkezett a fővárosba, ahol gyógykezeltethette számos régi háborús sebesülését. 1706 februárjában fájdalmas és veszélyes műtétnek vetette alá magát: ekkor távolították el testéből azt a több hüvelyk hosszúságú török nyílhegyet, amely még 1686-ban, Buda ostrománál fúródott a vállába, 20 éven át kegyetlen fájdalmakkal gyötörve a szívós katonát. A nyílhegy ma a Starhemberg család tulajdona, a bécsi Hadtörténeti Múzeumban van kiállítva.

### Magyarországi főparancsnok (1706–1707)
Magyarországon 1705 novembere óta Nagyszombatban fegyverszüneti tárgyalások folytak, 1706. április 14-én fegyverszünetet hirdettek, de mindkét fél új hadjáratra készült. Az új császár, I. József július 13-án Guido von Starhemberget tábornagyi (Feldmarschall) rangra emelte, és kinevezte magyarországi főparancsnokká. A haditanács azzal bízta meg, hogy a Lajta-folyónál gyülekező erőit egyesítse az Erdélyből Nagyváradon és Szolnokon át nyomuló Jean Rabutin tábornagy hadaival, és összpontosított támadással foglalja el a Felvidéket. Az ifjú császár, akit 1705 őszén Laxenburg környékén egy vadászat alkalmával kis híján elfogtak a portyázó kurucok, külön kérte Starhembergtől Bécs környékének biztosítását is.
A lassan gyülekező császáriakhoz csatlakozott Pálffy János horvát bán. 1706. augusztus 13-án Starhemberg megindult, és elfoglalta a Csallóközt. Rabutint Erdélyből Budára rendelte. Szeptember 8-án beérkeztek a Bajorországból várt csapatok is. Közben Rákóczi csapatai megostromolták, és 1706. szeptember 17-én elfoglalták Esztergomot. Starhemberg a visszafoglalására indult. Szeptember 26-án csapatai a Nagymagyarnál vert hadi hídon átkeltek a Dunán, és ostrom alá vették Esztergomot. A tüzérségi bombázás két hétig tartott, a vár francia parancsnoka október 9-én feladta a várat. (Guido von Starhemberg testvére, Maximilian Adam von Starhemberg altábornagy (1669–1741) eközben Kőszeg környékén ténykedett.)
Rabutin tábornagy Szolnokról – Buda helyett – Kassa felé vonult, az egyesülés meghiúsult, ezért Guido von Starhemberg – Esztergomot őrizet alatt hagyva – októberben visszahúzódott a Csallóközbe, téli szállásra. A két hadvezér közötti rivalizálás és rossz együttműködésük miatt 1706 végére Rákóczi az egész Dunántúl urává vált. (Maximilian von Starhemberg elvesztette Kőszeget is).
1707. február 8-án Starhemberg és Rabutin tábornagyok Bicskén találkoztak, és megállapodtak a haditervben. A Szombathelyen tartózkodó Vak Bottyán generális elrendelte, hogy a Bicskéről Pozsonyba visszatérő Starhemberg tábornagyot Győr és Komárom táján fogják el. Egy huszárcsapat Igmándnál rátámadt a tábornagy kíséretére, de a csetepatéban levágták őket, parancsnokuk, Zólyomy János hadnagy sebesülten fogságba esett. Starhemberg fővezér visszajutott Győrbe, majd Pozsonyon át Bécsbe. A Dunától északra Starhemberg Esterházy Antallal került szembe, akinek éberségét kijátszva, március 30-án, 2000 lovasával utánpótlást vitt a kurucoktól körülzárt Lipótvár védőinek. A visszatérő csapatot Esterházy Cseklészig üldözte, de Starhemberg biztonságban visszavitte embereit Pozsonyba.
1707. április 7-én József császár Starhemberget nevezte ki a magyarországi összes császári haderő főparancsnokává, mellőzve Rabutin tábornagyot, aki szintén pályázott erre a magas tisztségre. A tervezett hadjáratban Starhembergnek a Vág mentén, Pálffynak a Dunántúlon kellett előrenyomulnia, Rabutint a Tisza és Erdély felé indították volna. Április második felében Starhemberg Köpcsény mellett vonta össze csapatait, de lassúsága miatt csak augusztus 24-én fogott hozzá Nyitra ostromához. Bottyán portyázókat küldött Alsó-Ausztriába, Stájerországba és Bécs környékére, hogy Starhemberget elvonja Nyitra alól, és ezzel megóvja a fontos felvidéki bányavárosokat az elfoglalástól.
A megrémült császár valóban visszarendelte Starhemberget. A Petronellben megtartott haditanács után Starhemberg gyorsan és észrevétlenül átkelt a Dunán, Sopronból, Kőszegről, Szombathelyről és Sárvárról is elűzte a kurucokat, felmentette Kapuvárt. Közben Esterházy és Ocskay a Felvidéken ellentámadást indított, erre Starhemberg Kapuvárról Köpcsényen át Pozsonyba vonult, és átkelt a Dunán. Starhemberg a Morva- és a Vág folyók közéből kiszorította a kurucokat, és a Vág-mentén elfoglalt várakra támaszkodva erődített vonalat szervezett (Komárom, Gúta, Galánta, Diószeg, Vágsellye, Sempte, Szered, Lipótvár, Csejte, Vágújhely, Beckó, Trencsén és Illava. Több állandó hidat is építtetett a Vágon. Elvonulása után azonban a kurucok ismét betörtek az ausztriai városokba, és szabad rablást folytattak.
Maga Rákóczi nagyon tartott Starhembergtől: „Ha mindenben az ő terveit követték volna, a háborút a harmadik hadjárat után elveszítettük volna.” A tábornagy magyarországi főparancsnoki működése azonban nem igazolta addigi hírnevét. Az általa módszeresen kiépített Vág-menti védővonal eredményesen megakadályozta, hogy Rákóczi szabadcsapatai kiterjesszék alsó-ausztriai portyázásaikat Felső-Ausztriára és Morvaországra. A kisebb seregtestekkel végrehajtott merész akciók megmutatták ugyan kiváló csapatparancsnoki képességeit, de a vele rivalizáló tábornagyokat nem tudta eredményesen irányítani. Nem ért el említésre méltó harctéri sikert, jelentős győzelmeket nem aratott, az általános hadi helyzet fordulását visszahívásáig, 1708-ig nem tudta kicsikarni.

### Spanyolország és Katalónia (1708–1713)
1708-ban a spanyol örökösödési háború alakulása miatt Guido von Starhemberg tábornagyot a haditanács Spanyolországba rendelte. Itt Károly főherceg már ötödik éve harcolt a spanyol trónért a Bourbon-párt és V. Fülöp király ellen. Portugáliába szorították, innen 1705 októberében hajón Barcelonába érkezett, azt megtette székhelyévé, s onnan folytatta a háborút. 1706-ban Károly elfoglalta Valenciát, Katalóniát és Aragóniát. Egy angol–portugál sereg 1706. június 27-én Madridba is bevonult. A kezdeti sikereket azonban súlyos vereségek követték. Az 1707. április 25-i almansai csatavesztés után Károly helyzete tarthatatlanná vált.
A császár öccsének kiűzése Spanyolországból súlyos tekintélyvesztést hozott volna a Habsburgoknak, ezért az uralkodó úgy döntött, erősítésül császári ezredeket küld Barcelonába, és egy-egy tapasztalt hadvezért is, akiknek főparancsnoksága alá kell rendelni a sokféle zászló alatt egybegyűlt, rosszul együttműködő, helybéli Habsburg-párti fegyveres erőket. Károly főherceg és szövetségesei Savoyai Jenőt követelték, de a császár nem merte legsikeresebb hadvezérét Ausztriától távoli frontra küldeni. (Maga Jenő herceg sem ment volna szívesen). Hosszas viták után a Haditanács Savoyai Jenő legjobb vezénylő tábornokát, Guido von Starhemberg tábornagyot nevezte ki spanyolországi főparancsnokká. Némi vonakodás után Károly és szövetségesei is beleegyeztek a döntésbe.

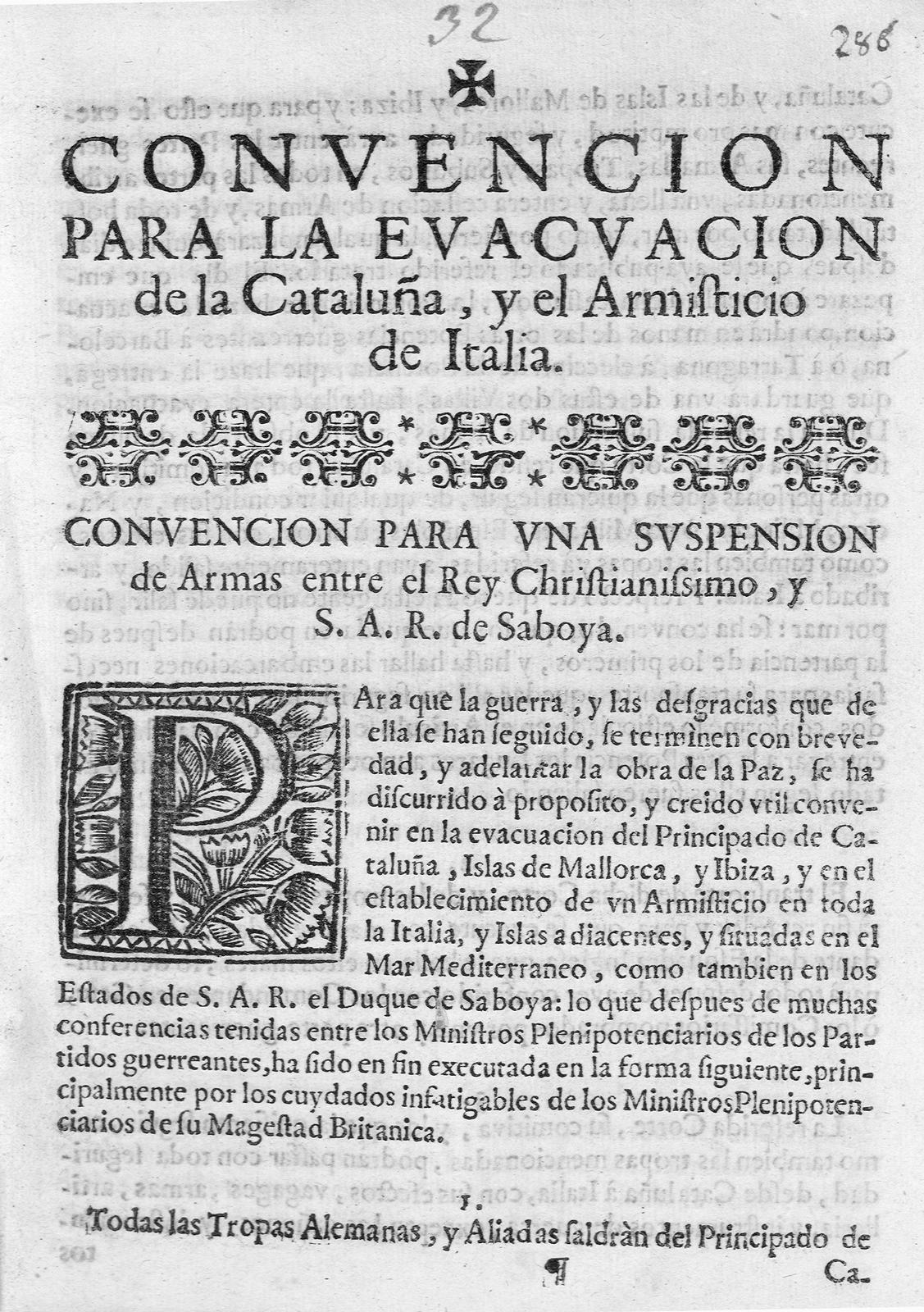
Az itáliai fegyverszünetről és Barcelona kiürítéséről szóló egyezmény (kihirdetve Sevillában, 1713.)

1708. április 30-án Starhemberg megérkezett Barcelonába, ünnepélyesen és nagy lelkesedéssel fogadták. A következő két évben komoly sikereket ért el. 1710. július 26-án az almenari csatában James FitzJames Berwick hercege angol csapatainak segítségével legyőzte és Léridába szorította vissza a spanyol–francia csapatokat. 1710. augusztus 20-án a saragossai csatában újabb győzelmet aratott, elfoglalta Madridot, így Károly főherceg 1710. szeptember 28-án ismét bevonulhatott a fővárosba, de csak november 11-ig maradhatott ott, mivel Louis-Joseph de Vendôme marsall, Franciaországból érkező csapaterősítésekkel visszafoglalta Madridot. Starhemberg Katalónia felé húzódott vissza, de 1710. december 10-én a villaviciosai csatában vereséget szenvedett az őt üldöző Vendôme-tól. Ellátási hiányosságok és a spanyol nép támogatásának elmaradása miatt Károly hercegnek Barcelonába kellett visszavonulnia.
1711. április 11-én I. József császár váratlanul elhunyt, örököse Károly főherceg lett, aki visszatért Ausztriába. Starhemberget Katalónia alkirályaként Barcelonában hagyta. Anglia azonban, miután biztosítékot kapott, hogy XIV. Lajos sohasem egyesíti Franciaországot Spanyolországgal, 1711. október 18-án elismerte XIV. Lajos unokáját spanyol királynak, így az angol csapatok is a Habsburg-párt ellen fordultak. Starhemberg, a kiváló taktikus szívós kitartással védte Barcelonát, személyes bátorságáért a spanyolok a megtisztelő el gran capitán melléknevet ragasztották rá.
Az utrechti béketárgyalások keretében Nagy-Britannia és Ausztria uralkodói már 1713. március 4-én megkötötték az itáliai harcok beszüntetéséről és Barcelona kiürítéséről szóló egyezményt (spanyolul: Convenio para la evacuación de Cataluña).
Starhemberg helyzete tarthatatlanná vált, Berwick hercege megadás fejében szabad elvonulást kínált neki. Tárgyalásaik nyomán június 22-én Barcelona közelében, L’Hospitalet de Llobregat városában aláírták az ún. hospitaleti egyezményt (spanyolul: Convenio de Hospitalet).
Starhemberg június 26-án hagyta el Barcelonát. Csapatait és őt magát angol hadihajók szállították Genovába. Július 16-án érkezett San Pier d’Arena kikötőjébe. A Wallis tábornok parancsnoksága alatt hátrahagyott császári utóvéd az év szeptemberében kényszerült távozni. Barcelona katalán védőit a Bourbon-párti spanyol–francia erők és Berwick angol csapatai verték le. A várost 1714. szeptember 11-én bevették.

### Bécsben és Szlavóniában

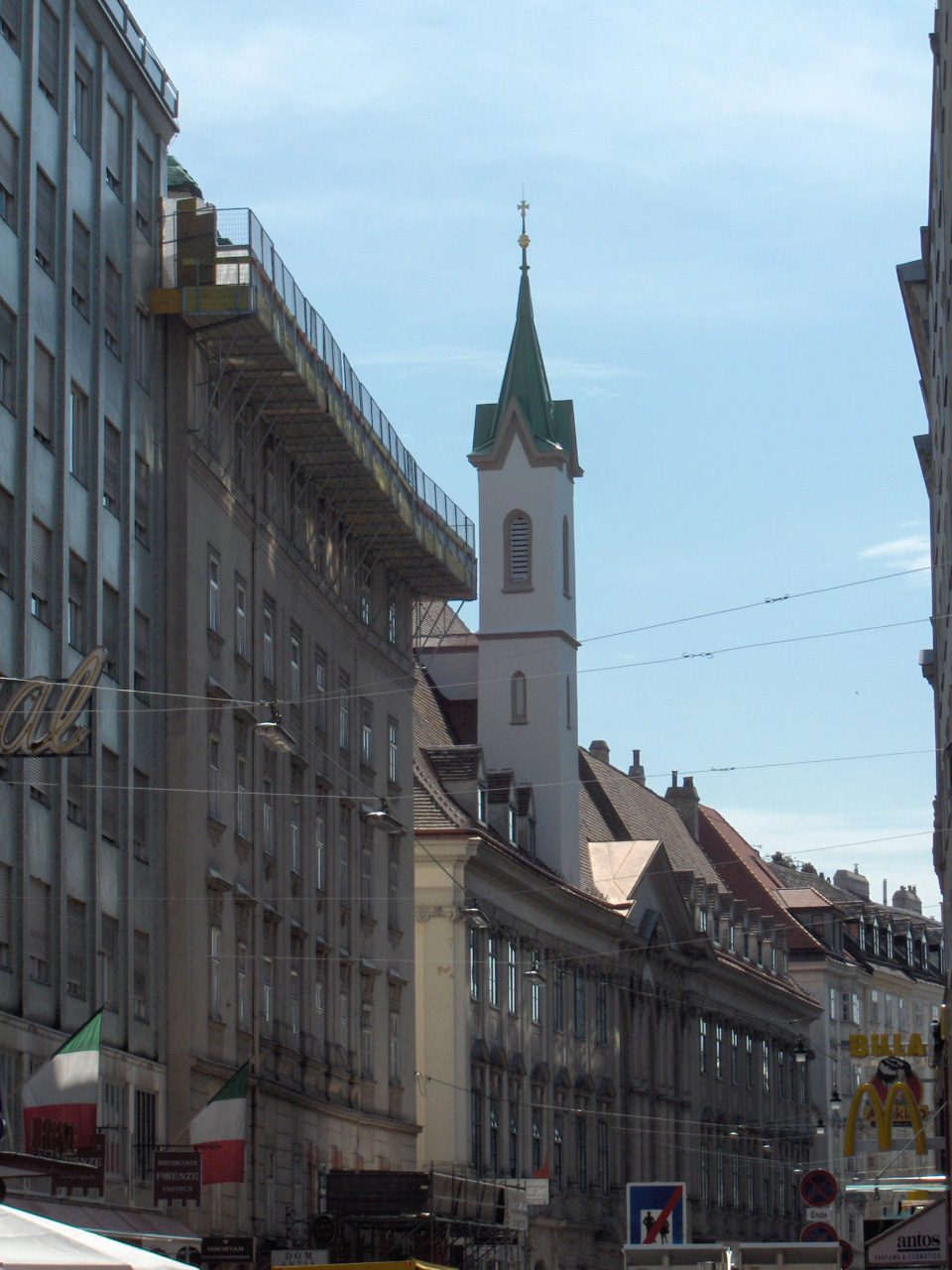
Nyughelye, a bécsi Deutschordenskirche

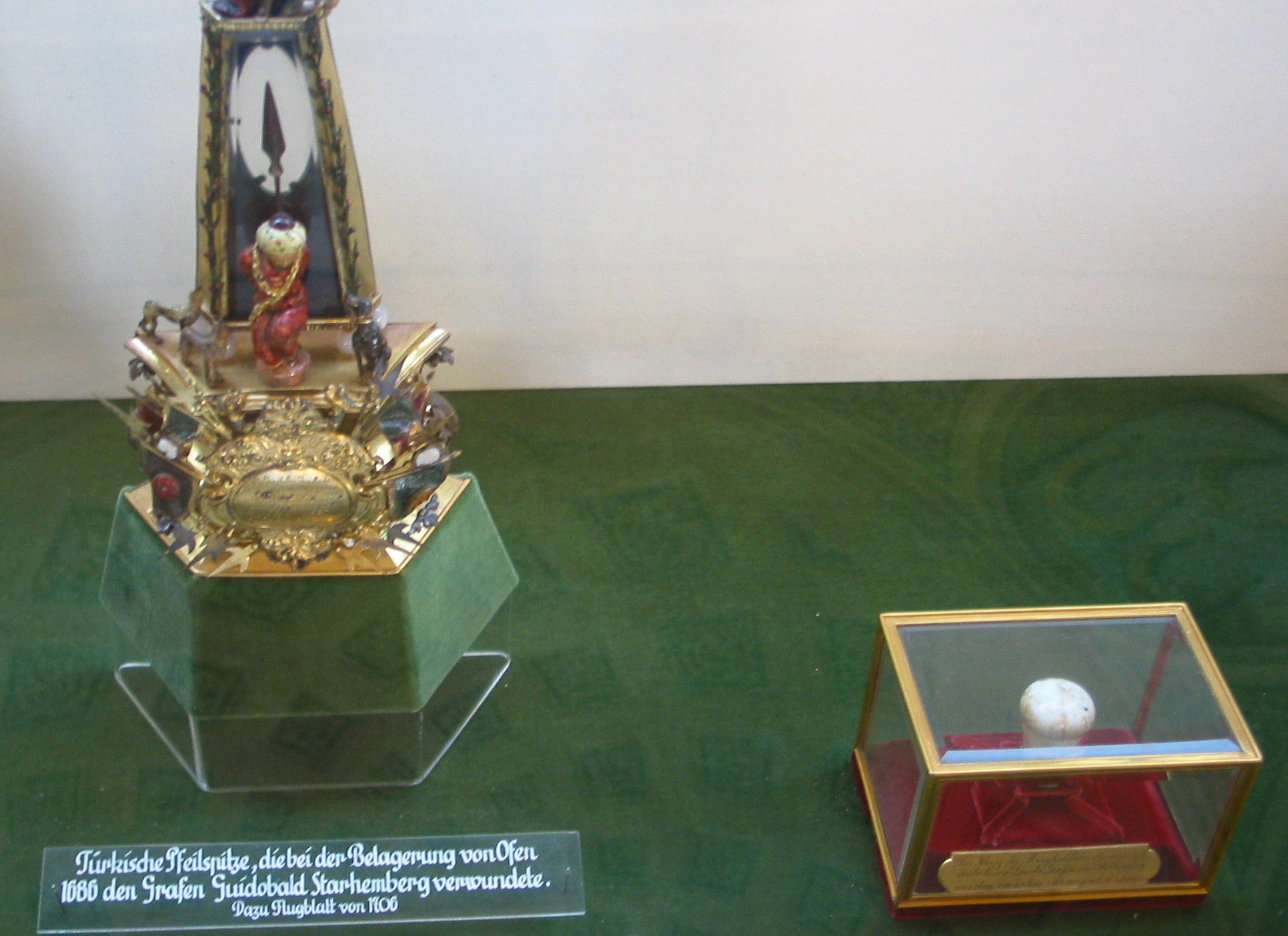
Emléktárgyai a bécsi Hadtörténeti Múzeumban

Az evakuáció végrehajtása után Starhemberg jelentést küldött a császárnak, majd Friulin és Laibachon keresztül Bécsbe utazott. Savoyai Jenő, a haditanács elnöke féltékenyen tekintett rá, magas tisztségét féltve. A császár engedélyezte, hogy a 60 éves tábornagy, a Német Lovagrend tagja visszavonuljon laibachi lovagi birtokára (Kommende) pihenni és egészségét visszanyerni. 1717-ben visszatért Bécsbe, itt a Német Lovagrend rendházában lakott. 1718-ban birtokát a stájerországi Groß Sonntagra (ma Velika Nedelja, Szlovénia) cserélte, jelentősen növelve jövedelmeit. Az 1716–18-as Habsburg–török háború idején az Udvari Haditanács ideiglenes elnökeként helyettesítette a távol lévő Savoyai Jenő herceget. Végleges kinevezést nem kapott, a császári udvar főhivatalnokai nem kedvelték, csak Erzsébet Krisztina császárné támogatására számíthatott. A haditanács kinevezte Szlavónia katonai kormányzójává, e tisztségét haláláig betöltötte.
1720-ban a Német Lovagrend ausztriai rendtartományának (Ballei Österreich) kormányzója (Landkomtur) lett, majd a rend nagykomtúrjának – a nagymester helyettesének – méltóságára emelkedett. Nincs azonban bizonyíték arra, hogy a rend nagymesterévé (Groß- und Deutschmeister) akarták volna választani. A tábornagy gondot fordított családja ifjú tagjainak neveltetésre, taníttatására, 1721-ben 30 000 gulden értékű alapítványt tett, a Starhemberg-házból származó hajadonok hozományára és a Starhemberg özvegyek gyámolítására, „hogy a család hírnevén ne essék folt”.
1733-ban, amikor a lengyel örökösödési háború itáliai hadjáratainak költségei nagy pénzzavarba juttatták a császárt, Starhemberg önként lemondott tábornagyi javadalmazásáról, amelyet addig folyamatosan megkapott. Saját vagyonából komoly összegekkel támogatta a Német Lovagrendet, a Starhemberg háziezredet és a császári haderő katonáinak ellátását is. (Már 1709-ben saját költségén lebontatta Laibachban a lovagrend régi templomát, és helyére teljesen újat építtetett.) Ellenérzései dacára haláláig lojális maradt Savoyai Jenőhöz, és csak igen szűk körben bírálta annak időskori hadvezéri hibáit.
Egészségi állapota lassan hanyatlott, 1737. március 7-én Bécsben elhunyt. Két nappal később a Német Lovagrend bécsi templomában (Deutschordenskirche) helyezték örök nyugalomra.

## Emlékezete
I. Ferenc József császár rendeletére 1863. február 28-án Guido von Starhemberget felvették Ausztria legnagyobb hadvezéreinek listájára. 1875-ben a bécsi Arsenalban, a Császári és Királyi Udvari Hadimúzeumban (k.u.k. Hofwaffenmuseum), a mai Hadtörténeti Múzeumban (Heeresgeschichtliches Museum Wien) felállították életnagyságú márványszobrát, Franz Gastell művét, amelyet Camillo Fürst von Starhemberg (1804–1872) adományozott a múzeumnak.
A bécsi Hadtörténeti Múzeum néhány emléktárgyat is őriz Guido von Starhembergtől: ki van állítva egy Godfrey (Gottfried) Kneller által róla festett portré, továbbá az a régi török nyílhegy, amely Starhemberget Buda 1686-os ostrománál megsebesítette. Marsallbotjának gombja is itt látható.